# 소니 옵티악
소니 옵티악 주식회사(영어: Sony Optiarc Inc)는 2006년 설립된 소니의 자회사로 컴퓨터용 광학드라이브를 생산한다. NEC와 합작으로 "소니 - NEC 옵티악 주식회사"로 설립되었으나 2008년 소니가 지분을 모두 인수하였다. 2012년 8월 25일 소니는 컴퓨터용 광학 디스크 사업에서 철수한다고 밝혔다. 2013년 사업이 종료되고 회사가 해체되었다. 제한된 인원만 다른 부서로 배치되었고 약 300여명의 남아있던 직원은 대부분 해고되었다.